# Keturah Anderson
Keturah „Katie“ Anderson (* 9. Januar 1968 in Kingston, Jamaika) ist eine ehemalige kanadische Leichtathletin, die sich auf den 100-Meter-Hürdenlauf spezialisiert hat. Ihren größten Erfolg feierte sie mit dem Gewinn der Bronzemedaille über 60 m Hürden bei den Hallenweltmeisterschaften 1999 in Maebashi.

## Sportliche Laufbahn
Erste internationale Erfahrungen sammelte Keturah Anderson vermutlich im Jahr 1984, als sie bei den Panamerikanischen Juniorenmeisterschaften in Nassau in 11,60 s die Goldmedaille im 100-Meter-Lauf gewann. 1986 gewann sie bei den Panamerikanischen Juniorenmeisterschaften in Winter Park in 11,69 s die Bronzemedaille über 100 Meter. Anschließend schied sie bei den Juniorenweltmeisterschaften in Athen mit 11,72 s und 24,38 s jeweils im Halbfinale über 100 und 200 Meter aus und belegte mit der kanadischen 4-mal-100-Meter-Staffel in 45,79 s den siebten Platz. Im Jahr darauf belegte sie mit der Staffel bei den Weltmeisterschaften in Rom in 43,26 s den sechsten Platz und 1988 schied sie bei den Olympischen Sommerspielen in Seoul mit 43,82 s im Halbfinale aus. 1989 schied sie bei den Hallenweltmeisterschaften in Budapest mit 7,59 s in der ersten Runde im 60-Meter-Lauf aus und im Jahr darauf wurde sie bei den Commonwealth Games in Auckland mit der Staffel disqualifiziert. 1992 startete sie über 100 m Hürden bei den Olympischen Sommerspielen in Barcelona und schied dort mit 13,31 s im Viertelfinale aus.
1993 schied sie bei den Hallenweltmeisterschaften in Toronto mit 7,58 s im Vorlauf über 60 Meter aus und im Juli kam sie bei der Sommer-Universiade in Buffalo über 100 m Hürden in der Vorrunde nicht ins Ziel. Zudem gewann sie dort mit der 4-mal-100-Meter-Staffel in 45,20 s die Bronzemedaille hinter den Teams aus den Vereinigten Staaten und Nigeria. Anschließend schied sie bei den Weltmeisterschaften in Stuttgart mit 13,34 s im Halbfinale im Hürdensprint aus. Im Jahr darauf belegte sie bei den Spielen der Frankophonie in Bondoufle in 13,41 s den vierten Platz und 1996 nahm sie erneut an den Olympischen Sommerspielen in Atlanta teil. Dort schied sie über 100 m Hürden mit 13,17 s im Viertelfinale aus und kam mit der Staffel mit 44,34 s nicht über den Vorlauf hinaus. 1997 belegte sie bei den Hallenweltmeisterschaften in Paris in 8,02 s den sechsten Platz über 60 m Hürden und im August gelangte sie bei den Weltmeisterschaften in Athen mit 12,88 s im Finale ebenfalls  auf Rang sechs. Im Jahr darauf gewann sie bei den Commonwealth Games in Kuala Lumpur in 13,04 s die Bronzemedaille hinter der Jamaikanerin Gillian Russell und Sriyani Kulawansa aus Sri Lanka. Zudem belegte sie mit der Staffel in 44,23 s den fünften Platz. 1999 gewann sie bei den Hallenweltmeisterschaften in Maebashi in 7,90 s die Bronzemedaille über 60 m Hürden hinter der Kasachin Olga Schischigina und Glory Alozie aus Nigeria. Ende August schied sie bei den Weltmeisterschaften in Sevilla mit 12,96 s im Viertelfinale über 100 m Hürden aus. Im Jahr darauf nahm sie zum vierten Mal in Folge an den Olympischen Sommerspielen in Sydney teil und kam dort im Viertelfinale nicht ins Ziel, woraufhin sie ihre aktive sportliche Karriere im Alter von 32 Jahren beendete.
In den Jahren von 1996 bis 1999 wurde Anderson kanadische Meisterin im 100-Meter-Hürdenlauf.

## Persönliche Bestzeiten
- 100 Meter: 11,70 s (0,0 m/s), 8. September 1987 in Rieti
  - 60 Meter (Halle): 7,58 s, 12. März 1993 in Toronto
- 100 m Hürden: 12,61 (+1,4 m/s), 13. Juni 1999 in Villeneuve d’Ascq
  - 50 m Hürden (Halle): 6,78 s, 21. Februar 1999 in Liévin (kanadischer Rekord)
  - 60 m Hürden (Halle): 7,90 s, 21. Februar 1999 in Liévin